# Schimmelbächel
Das Schimmelbächel ist ein rechter Nebenbach des Steinbachs auf dem Gebiet von Johanngeorgenstadt im sächsischen Erzgebirge.
Das Schimmelbächel entspringt nördlich der Neustadt von Johanngeorgenstadt und mündet gegenüber den Teufelssteinen in den Steinbach. Ein Teil des Wassers wird in einem Wassergraben aufgefangen, der bis oberhalb der Kellerschleiferei verläuft.
Das Gewässer hat seinen Namen vom Schimmelfelsen oder Schimmlerfels, der beim Bau der Neustadt um 1953 teilweise abgetragen und als Baumaterial genutzt wurde. Die Bezeichnung Schimmelbächel findet sich bereits auf dem sächsischen Meilenblatt von 1791.